# Стадіон Васил Левський (станція метро)
Стадіон Васил Левський (болг. Стадион «Васил Левски») — спільна станція Першої та Четвертої ліній Софійського метрополітену. Розташована між станціями Софійський університет імені Святого Климента Охридського та Жоліо Кюрі.

## Опис
Станція розташована на розі бульварів «Драган Цанков» і «Євлогій Георгієв», біля Національного стадіону «Васил Левський».
Вона однопрогінна мілкого закладення, з береговими платформами. Глибина закладення станції 22 метри. Довжина платформи 102 метри. Кожна платформа має три ескалатора і ліфти для людей з обмеженими можливостями.
Станція має один вестибюль з двома виходами. Перший, який має вихід на булбвар «Євлогій Георгієв», використовують для входу і виходу пасажирів, а другий, що має вихід на бульвар «Драган Цанков», використовують лише для виходу. Над станцією споруджено три поверхи підземних паркінгів. На станції заставлено тактильне покриття. 

## Галерея

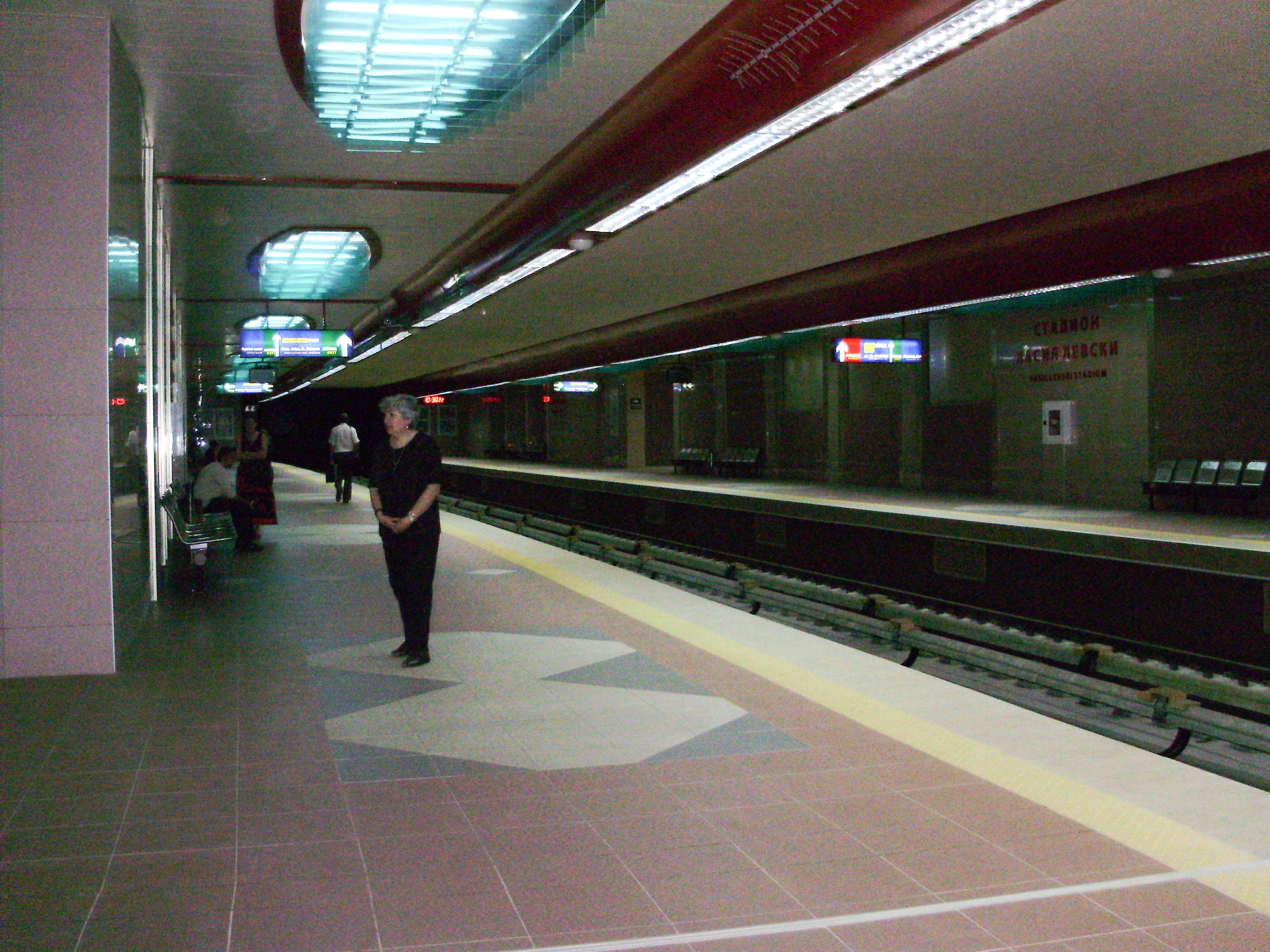
«Стадион Васил Левський»
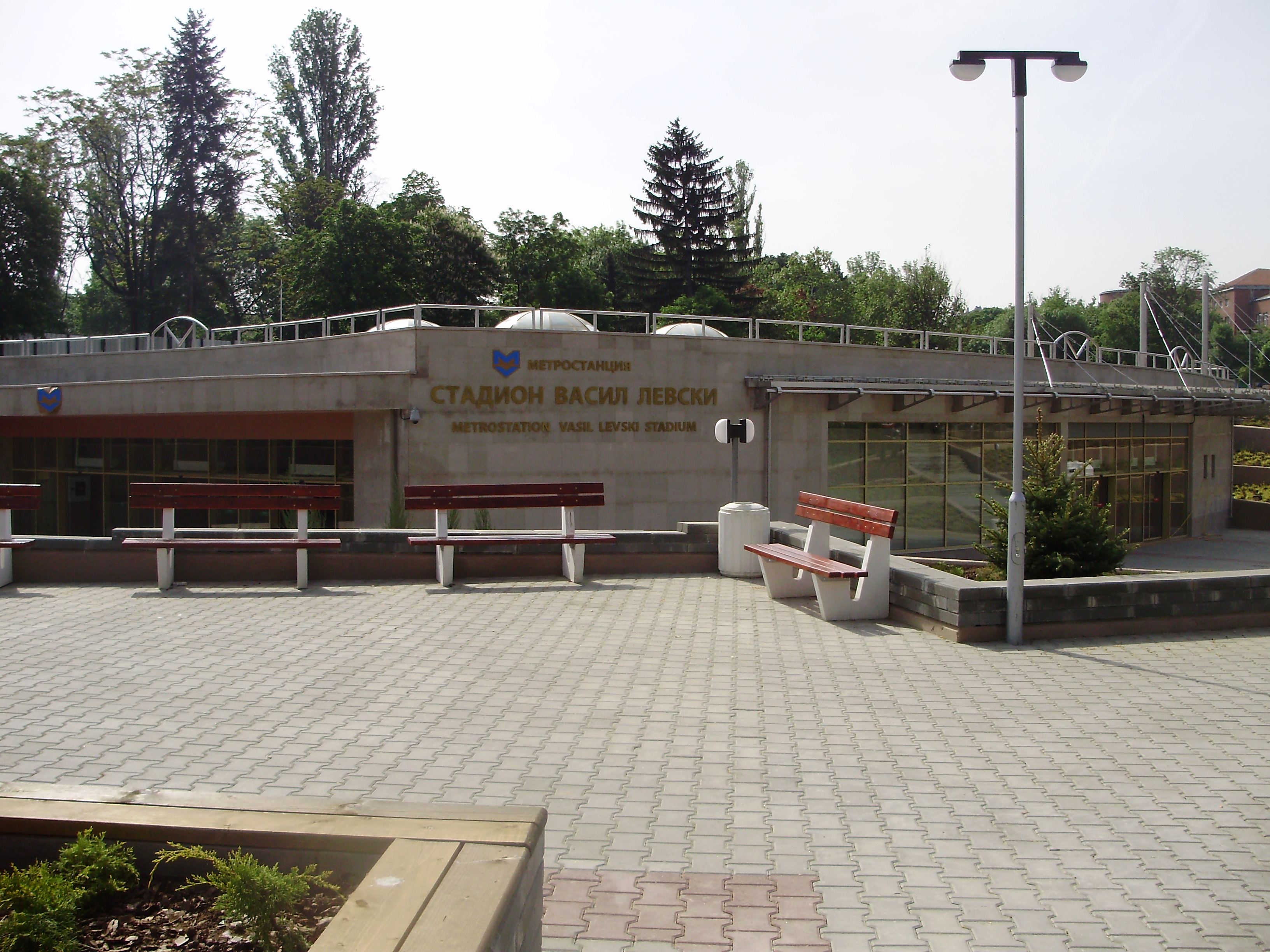
«Стадион Васил Левський», наземний вестибюль